# Куркул
Куркул (на арабски: ولاية كركو; правопис по американската система BGN: Gorgol) е една от областите на Мавритания. Разположена е в южната част на страната и граничи със Сенегал. Покрай границата със Сенегал тече река Сенегал. Площта на Куркул е 13 600 км², а населението, според изчисления от юли 2019 г., 369 900 души. Главен град на областта е Каеди. Област Куркул е разделена на 4 департамента.